# Chủ nghĩa hành vi

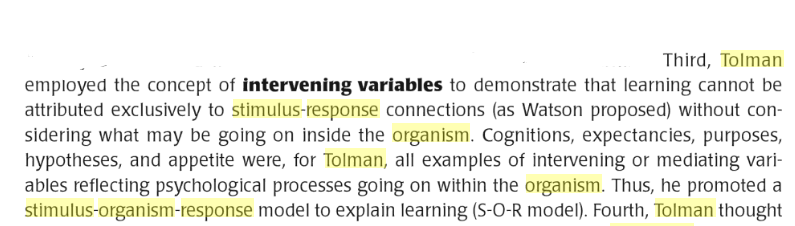
Chủ nghĩa hành vi

Chủ nghĩa hành vi (Behaviorism) là một thuyết triết học tinh thần dựa trên mệnh đề là tất cả những thứ mà sinh vật làm - bao gồm hành động, suy nghĩ, cảm giác- có thể và cần được xem như những hành vi, và rằng các rối loạn tâm lý được điều trị tốt nhất bằng việc điều chỉnh mô hình hành vi hoặc thay đổi môi trường. Theo chủ nghĩa hành vi, đáp ứng của cá nhân đối với những kích thích môi trường khác nhau hình thành nên hành vi của chúng ta. Những người theo thuyết này tin rằng hành vi có thể nghiên cứu theo một cách có phương pháp và có thể hiểu được mà không có sự xem xét các trạng thái tinh thần bên trong. Do đó, tất cả hành vi có thể sáng tỏ không cần phản ảnh các trạng thái tâm lý tinh thần. Trường phái này khẳng định rằng những hành vi cần được miêu tả một cách khoa học không cần viện đến các sự kiện sinh lý bên trong hay những cấu trúc có tính giả thiết như tinh thần.